# Danh sách cầu thủ tham dự giải vô địch bóng đá U-17 châu Âu 2013
Giải vô địch bóng đá U-17 châu Âu 2013 là một giải thi đấu bóng đá U-17 quốc tế tổ chức ở Slovakia từ 5 tháng 5 đến 17 tháng 5 năm 2013. Tám đội tham gia phải đăng ký danh sách 18 cầu thủ; chỉ có các cầu thủ trong đội hình được phép tham gia giải đấu.
Trước khi giải khởi tranh, ủy ban UEFA cung cấp cho tất cả các đội tham gia đơn đăng ký 18 cầu thủ tham gia giải đấu. Hai trong số 18 cầu thủ phải là thủ môn.
Bất cứ thủ môn bị chấn thương hoặc ốm nào hay tối đa 2 cầu thủ bị chấn thương hoặc ốm có thể thay thế dựa vào bằng chứng y khoa và được chấp thuận bởi bác sĩ UEFA làm việc tại giải đấu. Các cầu thủ bị thay không thể thi đấu được nữa.
18 cầu thủ phải mang áo số từ 1 đến 23. Không có nhiều hơn 1 cầu thủ mang áo cùng một số tại giải đấu. Trong tất cả các trận đấu trong giải, các cầu thủ phải mang áo đúng với danh sách 18 người đã đăng ký.
Cầu thủ in đậm đã từng thi đấu cho đội tuyển quốc gia.

## Bảng A

### Áo
Huấn luyện viên:  Hermann Stadler
| 0#0 | Vị trí | Cầu thủ             | Ngày sinh và tuổi          | Câu lạc bộ        |
| --- | ------ | ------------------- | -------------------------- | ----------------- |
| 1   | TM     | Marcel Hartl        | 22 tháng 7, 1996 (16 tuổi) | Ried              |
| 2   | TĐ     | Daniel Ripic        | 14 tháng 3, 1996 (17 tuổi) | Red Bull Salzburg |
| 3   | HV     | Stefan Perić        | 13 tháng 2, 1997 (16 tuổi) | Red Bull Salzburg |
| 4   | TV     | Lukas Tursch        | 29 tháng 3, 1996 (17 tuổi) | FAL Linz          |
| 5   | HV     | Michael Lercher     | 4 tháng 1, 1996 (17 tuổi)  | Werder Bremen     |
| 6   | TV     | Raphael Mathis      | 25 tháng 1, 1996 (17 tuổi) | Lustenau 07       |
| 7   | TĐ     | Adrian Grbić        | 4 tháng 8, 1996 (16 tuổi)  | VfB Stuttgart     |
| 8   | TV     | Sascha Horvath      | 22 tháng 8, 1996 (16 tuổi) | Áo Wien           |
| 9   | TĐ     | Tobias Pellegrini   | 3 tháng 4, 1996 (17 tuổi)  | FAL Linz          |
| 10  | TV     | Valentino Lazaro    | 24 tháng 3, 1996 (17 tuổi) | Red Bull Salzburg |
| 11  | HV     | Petar Gluhakovic    | 25 tháng 3, 1996 (17 tuổi) | Áo Wien           |
| 12  | TV     | Thomas Steiner      | 6 tháng 2, 1996 (17 tuổi)  | Rapid Wien        |
| 13  | TĐ     | Luca Mayr-Fälten    | 6 tháng 4, 1996 (17 tuổi)  | Ried              |
| 14  | HV     | Marcel Probst       | 21 tháng 7, 1996 (16 tuổi) | Red Bull Salzburg |
| 15  | HV     | Manuel Haas         | 7 tháng 5, 1996 (16 tuổi)  | Red Bull Salzburg |
| 17  | TĐ     | Nikola Zivotic      | 26 tháng 1, 1996 (17 tuổi) | Áo Wien           |
| 19  | HV     | Dominik Baumgartner | 20 tháng 7, 1996 (16 tuổi) | St. Pölten        |
| 21  | TM     | Alexander Schlager  | 1 tháng 2, 1996 (17 tuổi)  | Red Bull Salzburg |

### Slovakia
Huấn luyện viên:  Ladislav Pecko
| 0#0 | Vị trí | Cầu thủ          | Ngày sinh và tuổi          | Câu lạc bộ        |
| --- | ------ | ---------------- | -------------------------- | ----------------- |
| 1   | TM     | Martin Junas     | 9 tháng 3, 1996 (17 tuổi)  | Senica            |
| 2   | HV     | Andrej Kadlec    | 2 tháng 2, 1996 (17 tuổi)  | Žilina            |
| 3   | HV     | Denis Vavro      | 10 tháng 4, 1996 (17 tuổi) | Žilina            |
| 4   | HV     | Martin Slaninka  | 26 tháng 3, 1996 (17 tuổi) | Žilina            |
| 5   | HV     | Michal Vodecký   | 22 tháng 8, 1996 (16 tuổi) | Banská Bystrica   |
| 6   | TĐ     | Martin Vlček     | 5 tháng 2, 1996 (17 tuổi)  | Trenčín           |
| 7   | TV     | Miroslav Káčer   | 2 tháng 2, 1996 (17 tuổi)  | Žilina            |
| 8   | TV     | Jakub Grič       | 5 tháng 7, 1996 (16 tuổi)  | Michalovce        |
| 9   | TĐ     | Tomáš Vestenický | 6 tháng 4, 1996 (17 tuổi)  | Nitra             |
| 10  | TĐ     | Nikolas Špalek   | 12 tháng 2, 1997 (16 tuổi) | Nitra             |
| 11  | TV     | Filip Lesniak    | 14 tháng 5, 1996 (16 tuổi) | Tottenham Hotspur |
| 12  | TM     | Juraj Semanko    | 2 tháng 1, 1996 (17 tuổi)  | 1. FC Slovácko    |
| 13  | TĐ     | Lukáš Čmelík     | 13 tháng 4, 1996 (17 tuổi) | Žilina            |
| 14  | HV     | Erik Otrísal     | 28 tháng 6, 1996 (16 tuổi) | Senica            |
| 15  | HV     | Šimon Kupec      | 11 tháng 2, 1996 (17 tuổi) | Banská Bystrica   |
| 16  | TV     | Tomáš Zázrivec   | 16 tháng 6, 1996 (16 tuổi) | Aston Villa       |
| 17  | TV     | Lukáš Haraslín   | 26 tháng 5, 1996 (16 tuổi) | Slovan Bratislava |
| 18  | HV     | Atila Varga      | 11 tháng 4, 1996 (17 tuổi) | Juventus          |

### Thụy Điển
Huấn luyện viên: Roland Larsson
| Số | VT | Cầu thủ             | Ngày sinh (tuổi)            | Trận | Bàn | Câu lạc bộ      |
| -- | -- | ------------------- | --------------------------- | ---- | --- | --------------- |
| 1  | TM | Sixten Mohlin       | 17 tháng 1, 1996 (17 tuổi)  | 7    | 0   | Malmö FF        |
| 2  | HV | Jakob Bergman       | 2 tháng 1, 1996 (17 tuổi)   | 16   | 1   | IK Sirius       |
| 3  | HV | Ali Suljić          | 18 tháng 9, 1997 (15 tuổi)  | 8    | 0   | Motala AIF      |
| 4  | HV | Sebastian Ramhorn   | 3 tháng 5, 1996 (17 tuổi)   | 15   | 0   | Kalmar FF       |
| 5  | HV | Johan Ramhorn       | 3 tháng 5, 1996 (17 tuổi)   | 14   | 0   | Kalmar FF       |
| 6  | HV | Noah Sonko Sundberg | 6 tháng 6, 1996 (16 tuổi)   | 12   | 2   | AIK             |
| 7  | HV | Linus Wahlqvist     | 11 tháng 11, 1996 (16 tuổi) | 17   | 1   | IFK Norrköping  |
| 8  | TV | Elias Andersson (c) | 31 tháng 1, 1996 (17 tuổi)  | 18   | 4   | Helsingborgs IF |
| 9  | TĐ | Valmir Berisha      | 6 tháng 6, 1996 (16 tuổi)   | 7    | 6   | Halmstads BK    |
| 10 | TV | Erdal Rakip         | 13 tháng 2, 1996 (17 tuổi)  | 5    | 0   | Malmö FF        |
| 11 | TV | Anton Salétros      | 12 tháng 4, 1996 (17 tuổi)  | 17   | 2   | AIK             |
| 12 | TM | Hampus Strömgren    | 8 tháng 7, 1996 (16 tuổi)   | 9    | 0   | Mjällby AIF     |
| 13 | TV | Viktor Nordin       | 18 tháng 1, 1996 (17 tuổi)  | 12   | 1   | Hammarby IF     |
| 14 | TV | Isak Ssewankambo    | 27 tháng 2, 1996 (17 tuổi)  | 14   | 2   | Chelsea         |
| 15 | TV | Gentrit Citaku      | 25 tháng 2, 1996 (17 tuổi)  | 15   | 5   | IFK Norrköping  |
| 16 | TĐ | Gustav Engvall      | 29 tháng 4, 1996 (17 tuổi)  | 16   | 5   | IFK Göteborg    |
| 17 | TV | Mirza Halvadžić     | 15 tháng 2, 1996 (17 tuổi)  | 20   | 3   | Malmö FF        |
| 18 | TĐ | Christer Lipovac    | 7 tháng 3, 1996 (17 tuổi)   | 15   | 6   | Karlslunds IF   |

### Thụy Sĩ
Huấn luyện viên:  Heinz Moser
| 0#0 | Vị trí | Cầu thủ                | Ngày sinh và tuổi           | Câu lạc bộ  |
| --- | ------ | ---------------------- | --------------------------- | ----------- |
| 1   | TM     | Fabian Fellmann        | 23 tháng 7, 1996 (16 tuổi)  | Zürich      |
| 2   | HV     | Nicolas Stettler       | 28 tháng 4, 1996 (17 tuổi)  | Zürich      |
| 3   | HV     | Olivier Kleiner        | 3 tháng 2, 1996 (17 tuổi)   | Luzern      |
| 4   | HV     | Marko Drakul           | 6 tháng 8, 1996 (16 tuổi)   | Basel       |
| 5   | HV     | Nico Elvedi            | 30 tháng 9, 1996 (16 tuổi)  | Zürich      |
| 6   | HV     | Deni Kadoic            | 3 tháng 4, 1996 (17 tuổi)   | Basel       |
| 7   | TĐ     | Jolan Forestal         | 6 tháng 3, 1996 (17 tuổi)   | Sion        |
| 8   | TV     | Eric Briner            | 1 tháng 2, 1996 (17 tuổi)   | Young Boys  |
| 9   | TĐ     | Nicolas Hunziker       | 23 tháng 2, 1996 (17 tuổi)  | Basel       |
| 10  | TV     | Anto Grgić             | 28 tháng 11, 1996 (16 tuổi) | Zürich      |
| 11  | TĐ     | Marco Trachsel         | 2 tháng 8, 1996 (16 tuổi)   | Grasshopper |
| 12  | TM     | Mateo Matic            | 7 tháng 1, 1996 (17 tuổi)   | Grasshopper |
| 13  | TV     | Phi Nguyen             | 3 tháng 7, 1996 (16 tuổi)   | Luzern      |
| 14  | TV     | Robin Kamber           | 15 tháng 2, 1996 (17 tuổi)  | Basel       |
| 15  | TV     | Marsel Stevic          | 22 tháng 2, 1996 (17 tuổi)  | St. Gallen  |
| 16  | HV     | Nils Von Niederhäusern | 10 tháng 1, 1996 (17 tuổi)  | Zürich      |
| 17  | TĐ     | Joao Pedro Abreu       | 6 tháng 1, 1996 (17 tuổi)   | Basel       |
| 18  | TĐ     | Kilian Pagliuca        | 2 tháng 9, 1996 (16 tuổi)   | Lyon        |

## Bảng B

### Croatia
Huấn luyện viên:  Ivan Gudelj
| 0#0 | Vị trí | Cầu thủ         | Ngày sinh và tuổi           | Câu lạc bộ     |
| --- | ------ | --------------- | --------------------------- | -------------- |
| 1   | TM     | Marko Marić     | 3 tháng 1, 1996 (17 tuổi)   | Rapid Wien     |
| 2   | HV     | Marko Stolnik   | 8 tháng 7, 1996 (16 tuổi)   | Dinamo Zagreb  |
| 3   | HV     | Petar Mamić     | 6 tháng 3, 1996 (17 tuổi)   | Dinamo Zagreb  |
| 4   | TV     | Ivan Šunjić     | 9 tháng 10, 1996 (16 tuổi)  | Dinamo Zagreb  |
| 5   | HV     | Duje Ćaleta-Car | 17 tháng 9, 1996 (16 tuổi)  | HNK Šibenik    |
| 6   | HV     | Franjo Prce     | 7 tháng 1, 1996 (17 tuổi)   | Hajduk Split   |
| 7   | TV     | Josip Bašić     | 2 tháng 3, 1996 (17 tuổi)   | Hajduk Split   |
| 8   | TV     | Ante Roguljić   | 11 tháng 3, 1996 (17 tuổi)  | Adriatic Split |
| 9   | TĐ     | Fran Brodić     | 8 tháng 1, 1997 (16 tuổi)   | Dinamo Zagreb  |
| 10  | TV     | Alen Halilović  | 18 tháng 6, 1996 (16 tuổi)  | Dinamo Zagreb  |
| 11  | TV     | Frane Vojković  | 20 tháng 12, 1996 (16 tuổi) | Hajduk Split   |
| 12  | TM     | Ivo Grbić       | 18 tháng 1, 1996 (17 tuổi)  | Hajduk Split   |
| 13  | HV     | Hrvoje Džijan   | 26 tháng 6, 1996 (16 tuổi)  | Dinamo Zagreb  |
| 14  | HV     | Anton Krešić    | 29 tháng 1, 1996 (17 tuổi)  | NK Zagreb      |
| 15  | HV     | Lukas Čuljak    | 5 tháng 3, 1996 (17 tuổi)   | Bayern Munich  |
| 16  | TV     | Ivan Fiolić     | 29 tháng 4, 1996 (17 tuổi)  | Dinamo Zagreb  |
| 17  | TV     | Karlo Lulić     | 10 tháng 5, 1996 (16 tuổi)  | NK Osijek      |
| 18  | TĐ     | Robert Murić    | 12 tháng 3, 1996 (17 tuổi)  | Dinamo Zagreb  |

### Ý
Huấn luyện viên:  Daniele Zoratto
| 0#0 | Vị trí | Cầu thủ            | Ngày sinh và tuổi           | Câu lạc bộ     |
| --- | ------ | ------------------ | --------------------------- | -------------- |
| 1   | TM     | Simone Scuffet     | 31 tháng 5, 1996 (16 tuổi)  | Udinese        |
| 2   | HV     | Davide Calabria    | 6 tháng 12, 1996 (16 tuổi)  | Milan          |
| 3   | HV     | Federico Dimarco   | 10 tháng 11, 1997 (15 tuổi) | Internazionale |
| 4   | TV     | Mario Pugliese     | 26 tháng 3, 1996 (17 tuổi)  | Atalanta       |
| 5   | HV     | Elio Capradossi    | 11 tháng 3, 1996 (17 tuổi)  | Roma           |
| 6   | HV     | Giacomo Sciacca    | 19 tháng 4, 1996 (17 tuổi)  | Internazionale |
| 7   | TĐ     | Gennaro Tutino     | 20 tháng 8, 1996 (16 tuổi)  | Napoli         |
| 8   | TV     | Andrea Palazzi     | 24 tháng 2, 1996 (17 tuổi)  | Internazionale |
| 9   | TĐ     | Alberto Cerri      | 16 tháng 4, 1996 (17 tuổi)  | Parma          |
| 10  | TV     | Vittorio Parigini  | 25 tháng 3, 1996 (17 tuổi)  | Torino         |
| 11  | TĐ     | Federico Bonazzoli | 21 tháng 5, 1997 (15 tuổi)  | Internazionale |
| 12  | TM     | Emil Audero        | 18 tháng 1, 1997 (16 tuổi)  | Juventus       |
| 13  | HV     | Matteo Lomolino    | 11 tháng 3, 1996 (17 tuổi)  | Internazionale |
| 14  | TV     | Alberto Tibolla    | 31 tháng 1, 1996 (17 tuổi)  | Chievo         |
| 15  | TV     | Demetrio Steffè    | 30 tháng 7, 1996 (16 tuổi)  | Internazionale |
| 16  | HV     | Arturo Calabresi   | 17 tháng 3, 1996 (17 tuổi)  | Roma           |
| 18  | TĐ     | Luca Vido          | 3 tháng 2, 1997 (16 tuổi)   | Milan          |
| 19  | TĐ     | Davide Di Molfetta | 23 tháng 6, 1996 (16 tuổi)  | Milan          |

### Nga
Huấn luyện viên:  Dmitri Khomukha
| 0#0 | Vị trí | Cầu thủ                   | Ngày sinh và tuổi          | Câu lạc bộ           |
| --- | ------ | ------------------------- | -------------------------- | -------------------- |
| 1   | TM     | Anton Mitryushkin         | 8 tháng 2, 1996 (17 tuổi)  | Spartak Moscow       |
| 2   | TV     | Vladislav Parshikov       | 19 tháng 2, 1996 (17 tuổi) | Akademia Chertanovo  |
| 3   | HV     | Aleksandr Likhachyov      | 22 tháng 7, 1996 (16 tuổi) | Spartak Moscow       |
| 4   | HV     | Dzhamaldin Khodzhaniyazov | 18 tháng 7, 1996 (16 tuổi) | Zenit St. Petersburg |
| 5   | HV     | Denis Yakuba              | 26 tháng 5, 1996 (16 tuổi) | Akademia Chertanovo  |
| 6   | HV     | Sergei Makarov            | 3 tháng 10, 1996 (16 tuổi) | Lokomotiv Moscow     |
| 7   | TĐ     | Aleksandr Makarov         | 24 tháng 4, 1996 (17 tuổi) | CSKA Moscow          |
| 8   | TV     | Danila Buranov            | 11 tháng 2, 1996 (17 tuổi) | Spartak Moscow       |
| 9   | TĐ     | Aleksei Gasilin           | 1 tháng 3, 1996 (17 tuổi)  | Zenit St. Petersburg |
| 10  | TV     | Aleksandr Golovin         | 30 tháng 5, 1996 (16 tuổi) | CSKA Moscow          |
| 11  | TĐ     | Aleksandr Zuyev           | 26 tháng 6, 1996 (16 tuổi) | Akademia Chertanovo  |
| 12  | TM     | Aleksei Kuznetsov         | 20 tháng 8, 1996 (16 tuổi) | Akademia Chertanovo  |
| 13  | TV     | Yegor Rudkovskiy          | 4 tháng 3, 1996 (17 tuổi)  | Akademia Chertanovo  |
| 14  | HV     | Anatolie Nikolaesh        | 17 tháng 4, 1996 (17 tuổi) | CSKA Moscow          |
| 15  | TV     | Dmitri Barinov            | 11 tháng 9, 1996 (16 tuổi) | Lokomotiv Moscow     |
| 16  | TV     | Aleksandr Dovbnya         | 14 tháng 2, 1996 (17 tuổi) | Lokomotiv Moscow     |
| 18  | TV     | Rifat Zhemaletdinov       | 20 tháng 9, 1996 (16 tuổi) | Lokomotiv Moscow     |
| 19  | TV     | Ramil Sheydayev           | 15 tháng 3, 1996 (17 tuổi) | Zenit St. Petersburg |

### Ukraina
Huấn luyện viên:  Oleksandr Holovko
| 0#0 | Vị trí | Cầu thủ             | Ngày sinh và tuổi           | Câu lạc bộ            |
| --- | ------ | ------------------- | --------------------------- | --------------------- |
| 1   | TM     | Vadym Soldatenko    | 28 tháng 5, 1996 (16 tuổi)  | Dynamo Kyiv           |
| 3   | TV     | Valeriy Luchkevych  | 11 tháng 1, 1996 (17 tuổi)  | Metalurh Zaporizhya   |
| 4   | TV     | Bogdan Kuksenko     | 11 tháng 2, 1996 (17 tuổi)  | Metalist Kharkiv      |
| 5   | TV     | Pavlo Makohon       | 25 tháng 9, 1996 (16 tuổi)  | Karpaty Lviv          |
| 6   | HV     | Ihor Kyryukhantsev  | 29 tháng 1, 1996 (17 tuổi)  | Shakhtar Donetsk      |
| 7   | TĐ     | Nutsu Ardelyan      | 18 tháng 6, 1996 (16 tuổi)  | Dynamo Kyiv           |
| 8   | TV     | Pavlo Orikhovskyi   | 13 tháng 5, 1996 (16 tuổi)  | Dynamo Kyiv           |
| 9   | TĐ     | Andriy Boryachuk    | 23 tháng 4, 1996 (17 tuổi)  | Shakhtar Donetsk      |
| 10  | TV     | Beka Vachiberadze   | 5 tháng 3, 1996 (17 tuổi)   | Shakhtar Donetsk      |
| 11  | TV     | Viktor Tsyhankov    | 15 tháng 11, 1997 (15 tuổi) | Dynamo Kyiv           |
| 12  | TM     | Dmytro Bezruk       | 30 tháng 3, 1996 (17 tuổi)  | Chornomorets Odesa    |
| 13  | HV     | Oleksandr Osman     | 18 tháng 4, 1996 (17 tuổi)  | Metalist Kharkiv      |
| 14  | HV     | Stanislav Shtanenko | 5 tháng 2, 1996 (17 tuổi)   | UFC Lviv              |
| 15  | TV     | Danylo Knysh        | 3 tháng 3, 1996 (17 tuổi)   | Dynamo Kyiv           |
| 16  | HV     | Pavlo Lukyanchuk    | 19 tháng 5, 1996 (16 tuổi)  | Dynamo Kyiv           |
| 17  | HV     | Oleksandr Zinchenko | 15 tháng 12, 1996 (16 tuổi) | Shakhtar Donetsk      |
| 19  | HV     | Ihor Yarovoy        | 8 tháng 4, 1996 (17 tuổi)   | Dynamo Kyiv           |
| 20  | TV     | Maksym Tretyakov    | 6 tháng 3, 1996 (17 tuổi)   | Dnipro Dnipropetrovsk |